# Rouvres (Eure-et-Loir)
Rouvres é uma comuna francesa na região administrativa do Centro, no departamento de Eure-et-Loir. Estende-se por uma área de 16,24 km². Em 2010 a comuna tinha 852 habitantes (densidade: 52,5 hab./km²).